# Oreostruthus fuliginosus
El diamante montano (Oreostruthus fuliginosus) es una especie de ave paseriforme de la familia Estrildidae endémica de la isla de Nueva Guinea. Es la única especie del género Oreostruthus.

## Distribución
Se encuentra únicamente en las montañas de Nueva Guinea, diseminado por los bosques tropicales montanos de la Cordillera Central, por una extensión de entre 20.000 y 50.000 km². Se ha evaluado su estado de conservación dentro de la Lista Roja de la UICN como especie bajo preocupación menor.